# Кобиловолоцька сільська рада
Кобиловоло́цька сільська́ ра́да — адміністративно-територіальна одиниця та орган місцевого самоврядування в Теребовлянському районі Тернопільської області. Адміністративний центр — село Кобиловолоки.

## Загальні відомості
- Кобиловолоцька сільська рада утворена в 1991 році.
- Територія ради: 6,695 км²
- Населення ради: 2 030 осіб (станом на 2001 рік)

## Історія
Кобиловолоцька сільська рада — 1939, Жовтнева сільська рада — 1964, Кобиловолоцька сільська рада — 1990.

## Населені пункти
Сільській раді були підпорядковані населені пункти:
- с. Кобиловолоки
- с. Млиниська

## Склад ради
Рада складалася з 16 депутатів та голови.
- Голова ради: Титан Ігор Богданович
- Секретар ради: Мариняк Богдана Іванівна

### Керівний склад попередніх скликань
| Прізвище, ім'я, по батькові | Основні відомості                                                 | Дата обрання | Дата звільнення |
| --------------------------- | ----------------------------------------------------------------- | ------------ | --------------- |
| Матвійків Микола Михайлович | Сільський голова, 1954 року народження, безпартійний              | 26.03.2006   | 31.10.2010      |
| Титан Ігор Богданович       | Сільський голова, 1968 року народження, освіта вища, безпартійний | 31.10.2010   |                 |

Примітка: таблиця складена за даними сайту Верховної Ради України

### Депутати
За результатами місцевих виборів 2010 року депутатами ради стали:

#### За суб'єктами висування
| Суб'єкт висування | Кількість обраних депутатів | %   |
| ----------------- | --------------------------- | --- |
| Самовисування     | 16                          | 100 |

#### За округами
| № округу | Прізвище, ім'я, по батькові   | Дата визнання обраним | Освіта             | Партійна приналежність                | Відомості про обраного депутата                         |
| -------- | ----------------------------- | --------------------- | ------------------ | ------------------------------------- | ------------------------------------------------------- |
| 1        | Оліяр Іван Мирославович       | 01.11.2010            | середня спеціальна | позапартійний                         | ДП «Кобило-волоцький спирт завод», робітник             |
| 2        | Валігурська Марія Ярославівна | 01.11.2010            | середня спеціальна | позапартійна                          | Бібліотека с. Млиниська, бібліотекар                    |
| 3        | Кочкур Володимир Іванович     | 01.11.2010            | середня спеціальна | позапартійний                         | Будинок культури с. Млиниська, завідувач                |
| 4        | Мариняк Григорій Михайлович   | 01.11.2010            | вища               | позапартійний                         | ДП «Кобило-волоцький спирт завод», старший технолог     |
| 5        | Кухарик Степан Ярославович    | 01.11.2010            | вища               | позапартійний                         | ДП «Кобило-волоцький спирт завод», слюсар- електрик     |
| 6        | Мариняк Богдана Іванівна      | 01.11.2010            | вища               | член Політичної партії «Наша Україна» | Кобиловолоцька сільська рада, секретар                  |
| 7        | Дмитраш Юрій Романович        | 01.11.2010            | вища               | позапартійний                         | ДП «Кобило-волоцький спирт завод», головний енергетик   |
| 8        | Костур Петро Михайлович       | 01.11.2010            | незакінчена вища   | позапартійний                         | ТІСІТ, студент                                          |
| 9        | Стельмащук Олег Іванович      | 01.11.2010            | вища               | позапартійний                         | ДП «Кобило-волоцький спирт завод», інженер — механік    |
| 10       | Олійник Марія Володимирівна   | 01.11.2010            | вища               | позапартійна                          | Кобиловолоцька сільська рада, начальник ВОС             |
| 11       | Гойсалюк Оксана Григорівна    | 01.11.2010            | середня спеціальна | позапартійна                          | Будинок культури с. Кобиловолоки, директор              |
| 12       | Губик Михайло Петрович        | 01.11.2010            | середня спеціальна | позапартійний                         | приватний підприємець                                   |
| 13       | Болячко Богдан Іванович       | 01.11.2010            | вища               | позапартійний                         | Кобиловолоцька загальноосвітня школа І-ІІІ ст., вчитель |
| 14       | Дуда Марія Павлівна           | 01.11.2010            | вища               | позапартійна                          | Кобиловолоцька сільська рада, земле-впорядник           |
| 15       | Нападій Ольга Євгенівна       | 01.11.2010            | вища               | позапартійна                          | Кобиловолоцька загальноосвітня школа І-ІІІ ст., вчитель |
| 16       | Мачужак Степан Володимирович  | 01.11.2010            | середня спеціальна | позапартійний                         | тимчасово не працює                                     |